# Nikomedes II
Nikomedes II var en kung av Bithynien 149 f. Kr.- 127 f. Kr.
Nikomedes var en svag och osjälvständig furste, som helst ställde sitt land i beroende av Romarriket.